# Horní les
Der Horní les (deutsch Oberwald) ist ein Berg in der Böhmisch-Mährischen Höhe. Er liegt auf dem Kataster der Gemeinde Rovečné im Naturpark Svratecká hornatina und ist mit einer Höhe von 774,25 m dessen höchste Erhebung. Neun Meter unterhalb des Gipfels steht ein 59 m hoher Sende- und Aussichtsturm.

## Lage
Der bewaldete Berg erhebt sich einen Kilometer südlich des Dorfes Nyklovice über den Talmulden der Bäche Nyklovský potok, Nyklovický potok und Tresný potok. Nach Südwesten zur Korouhvicer Bucht der Talsperre Vír I ist ihm der Javorův kopec (683 m) vorgelagert. Umliegende Ortschaften sind Nyklovice, Dudkovice, Rovečné, Věstín, Chlum-Korouhvice, Polom und Sulkovec. Am Südhang des Vorberges Javorův kopec befindet sich das gleichnamige Naturschutzgebiet.

## Geschichte
Auf dem etwa zwei Kilometer südlich der mährischen Landesgrenze zu Böhmen gelegenen Berg wurde 1824 ein trigonometrischer Punkt errichtet. Um 1918 bestand auf dem Oberwald der Aussichtspunkt Rakušanka. Der trigonometrische Mast wurde 1936 erneuert und auf 21 m erhöht. Er bestand bis 1954.
Zwischen 1968 und 1969 erfolgte der Aufbau eines 38 m hohen hölzernen Turmes, der 1974 infolge Vereisung zusammenbrach. Seine letzten verfallenen Reste wurden im Jahre 2000 abgetragen.
60 m südöstlich des Gipfels in 765 m ü. M. begann durch das Unternehmen Eurotel Praha im Jahre 2001 der Bau eines Sendeturms in Stahlkonstruktion. Das 59 m hohe Bauwerk erhielt in 38 m Höhe eine Aussichtsplattform, die über 201 Stufen erreichbar ist und am 19. April 2002 eröffnet wurde. Der Turm ist in der Zeit vom 15. April bis 15. Oktober jederzeit zugänglich und im Winterhalbjahr gesperrt.
Von der Aussichtsplattform in 803 m ü. M. besteht ein freier Rundblick zur Burgruine Zubštejn, Teilen der Stadt Bystřice nad Pernštejnem sowie zum Stausee Vír. Außerdem sind in der weiteren Umgebung der Sportflugplatz Polička, Sendeturm Kojál, der Aussichtsturm  auf dem Podvrší im Mährischen Karst, das Svratkatal, der Harusův kopec und in den Saarer Bergen der Buchtův kopec, Daňkovice und die Devět skal sichtbar. Bei Fernsicht sind auch die Türme des Kernkraftwerkes Dukovany, der Glatzer Schneeberg und das Altvatergebirge mit dem Praděd sowie in seltenen Fällen auch das Riesengebirge erkennbar.